# Francesco Franceschi
Francesco Franceschi (1843-1924), connu en Italie sous le nom d'« Emanuele Orazio Fenzi », est un horticulteur italien qui a passé une partie de sa carrière aux États-Unis où ses efforts ont contribué à l'introduction de nouvelles espèces végétales dans le sud de la Californie.

## Jeunesse en Italie
Emanuele Orazio Fenzi est né le 12 mars 1843 à Florence (Italie) d'Orazio et Émilie [Fenzi], membres d'une famille aisée impliquée dans les opérations bancaires et ferroviaires. Il est le petit-fils d'Emanuele Fenzi et a été élevé à Palazzo Fenzi par ses grands-parents après la mort précoce de ses parents. Il est diplômé de l'Université de Pise dont il a reçu un diplôme dans la science politique et l'administration.
Bien qu'il ait manifesté  tôt un intérêt pour la botanique et le jardinage - particulièrement des espèces tropicales - il a accédé au souhait de son grand-père d'entrer dans l'entreprise familiale. Il s'adonne à ses penchants horticoles sur la propriété d'été de la famille où il développe un jardin botanique. Il est membre fondateur de La société italienne de botanique en 1878, et il est membre de la Société toscane royale d'horticulture, d'abord comme secrétaire puis comme président. Au cours de sa vie, il devient expert sur les plantes succulentes, les palmiers et le bambou. On lui attribue l'introduction d'espèces comme le bambou et l'eucalyptus en Italie. En 1878, il a présenté la première batteuse en Italie.
Avec sa femme, Cristina, il a six enfants. Après une crise économique en Italie qui décime la richesse de la famille, il émigre avec son épouse et trois de leurs enfants en Amérique en 1891. Pour sa nouvelle vie aux États-Unis, il prend un nouveau nom : Francesco Franceschi.

## En Californie
Après deux ans à Los Angeles, Franceschi s'installe à Santa Barbara. Avec l'architecte paysagiste local Charles Frederick Eaton, il fonde l'Association d'Acclimatation du Sud de la Californie en 1893, pour introduire de nouvelles espèces du monde entier en Californie. Il s'établit initialement à Eaton Montecito propriété de Riso Rivo. Le lieu devient alors une pépinière botanique pour les expériences dans la propagation des plantes. Eaton plante une énorme variété d'arbres indigènes et non-indigènes à Riso Rivo : chêne, camphrier, cannelier, avocatier, bananier d' Abyssinie. De nombreux types de graines sont également cultivées sur le domaine pour déterminer celles qui sont adaptées au climat méditerranéen de la Californie méridionale.
Le partenariat avec Eaton se termine en 1895 quand Franceschi déplace le SCAA à Santa Barbara de Riso Rivo où il lance une station expérimentale et une pépinière commerciale. Il transforme le SCAA en 1907 en un partenariat avec un pépiniériste local appelé Peter Riedel, immigré de Hollande.
À cette époque, il propage l'usage des arbres le long des rues de la ville de Santa Barbara.
Le partenariat se termine mal après seulement deux ans, dans un procès avec ses partenaires dont Riedel s'est éloigné à la fois du SCAA et de son emplacement privilégié au centre-ville de Santa Barbara,.
Aujourd'hui, le SCAA est reconnu comme la première pépinière à « évaluer scientifiquement de nouvelles plantes pour les conditions climatiques de la Californie ». Le catalogue général du SCAA 1900 comprend plus de 100 pages d'arbres (en particulier les palmiers, cycades et bambous), arbustes et fleurs. Il contient des sections spéciales sur les plantes fruitières, les plantes indigènes californiennes, les arbres pour la plantation de rue et les plantes résistant à la sécheresse.
En 1903, la femme de Franceschi achète 40 acres de terrain sur la crête de mission à Santa Barbara. Ils nomment la propriété Montarioso et y construisent une maison de style American Craftsman en bois rouge. C'est l'une des premières maisons construites dans ce qui est maintenant connu comme la Riviera de Santa Barbara. Franceschi transforme environ 10 acres de terre - à 800 pieds au-dessus du niveau de la mer, dans une zone presque entièrement hors gel - en une pépinière et un jardin botanique scientifiquement organisés. Franceschi est un précurseur du xeriscaping (aménagement paysager en milieu désertique). 
Les terrains de Montarioso accueillent de nombreuses espèces de cactus, d'aloès, d'agave, d'acacia et, le plus spectaculaire, un palmier « amphithéâtre » embrassant une centaine d'espèces différentes qu'il avait cultivées à partir de graines, avec le Phyla nodiflora (frogfruit) de faible croissance comme alternative aux pelouses traditionnelles. Deux ans avant son décès, Franceschi reçoit la médaille Meyer Memorial de l'American Genetic Association, en reconnaissance de contributions à son pays d'adoption.
Franceschi est le premier scientifique à décrire le palmier Franceschi ( Brahea elegans ) nommé en sa mémoire. Il est actuellement considéré comme un synonyme de Brahea armata, également connu sous le nom de  Palmier bleu du Mexique, même si quelques experts le considèrent comme une variété adaptée localement de Brahea aculeata, en raison de sa morphologie et de sa coloration similaires.

Au cours de ses années américaines, Franceschi a également contribué à « Bailey's Cyclopedia of American Horticulture » et a rédigé une description complète des jardins locaux (« Santa Barbara Exotic Flora », 1895).

## Derniers travaux
En 1909, en partie à la suite des difficultés avec la SCAA, Franceschi connait des difficultés financières. 
Après que la ville de Santa Barbara refuse de transformer Montarioso en un arboretum municipal, il commence à vendre des parties de la propriété.
Après deux décennies dans le sud de la Californie, Franceschi retourne en Italie avec sa femme et reprend son nom de famille de Fenzi. 
En 1912, le gouvernement italien l'engage pour aller en Libye, dans la colonie de la Tripolitaine italienne en Afrique du Nord. Il travaille alors à l'introduction de nouvelles espèces végétales adaptées au climat nord-africain. En Libye, il lance une pépinière et un certain nombre de projets connexes : une collection d'espèces de dattes de Tripoli, un herbier de plantes indigènes et une réorganisation de la bibliothèque à l'école de l'introduction de plantes en Libye  qui inclut l'eucalyptus (que sa pépinière a fourni pour planter le long des lignes de chemin de fer), l'avocat, la prune de Natal et le bambou.
Fenzi meurt en Libye, à Tripoli en 1924. Après sa mort, une partie de son domaine de Santa Barbara est acheté par un riche philanthrope américain, Alden Freeman, qui a grandement admiré le travail de Franceschi. Grâce à ses efforts, la propriété a été agrandie et la maison remodelée dans un style méditerranéen. En 1931, Freeman les donne à la ville de Santa Barbara. Les terrains sont désormais ouverts au public sous le nom de Parc Franceschi, tandis que des fonds sont recherchés pour convertir Franceschi House (qui a subi des décennies d'entretien différé et de négligence générale) en un centre horticole.

## Liste partielle des introductions de plantes par Franceschi en Californie
- Bailey acacia, 1908
- Blue trumpet vine, 1908
- Brazilian pepper,1897
- Climbing aloe, 1908
- Floss silk tree, 1897
- Natal plum, 1908
- Pineapple guava, 1905
- Tipu tree, 1897
- Japanese wisteria, 1908[10].